# Pholcus sumatraensis
Pholcus sumatraensis is een spinnensoort uit de familie trilspinnen (Pholcidae). De soort komt voor op Sumatra.